# Oued Djer
Oued Djer (em árabe: وادى جر) é uma comuna localizada na província de Blida, Argélia. Segundo o censo de 2008, a população total da cidade era de 6 543 habitantes.